# Gondulfus van Maastricht
Gondulfus, soms met toevoeging van Maastricht, wellicht ook Bettulfus genoemd (6e/7e eeuw - overleden na 614), was de dertiende bisschop van Maastricht. Omdat de bisschopszetel van het bisdom Maastricht later naar Luik werd overgebracht en de bisschoppen zich nog lang 'bisschop van Tongeren' bleven noemen, geldt hij tevens als de 22e bisschop van Tongeren-Maastricht-Luik.

## Leven en legende
Over het leven van Gondulfus staat historisch weinig vast. Aan de Synode van Parijs nam in 614 een zekere bisschop Bettulfus ("ex civitate Traiecto" - uit de plaats Maastricht) deel. Het is niet duidelijk of dit dezelfde persoon is als Gondulfus, of dat het gaat om diens opvolger. Keizer Hendrik III liet in 1039 het gebeente van de bisschoppen Monulfus en Gondulfus verheffen en in een stenen reliekkist bij het altaar plaatsen.
De Acta Sanctorum vermelden twee vitae van Gondulfus, waarvan de oudste uit de elfde eeuw stamt. Gondulfus was, volgens de overlevering, de zoon van Gondemart, hertog van Lotharingen. Hij was deken van de Sint-Servaaskerk en volgde Monulfus op als dertiende bisschop van Maastricht. Volgens de legende was hij een ijverig geloofsverkondiger en liet hij overal in het bisdom kerken en kapellen bouwen. Volgens een latere legende, gebaseerd op de foutieve lezing van een oude tekst, zou hij, samen met de heilige Monulfus, in 1039 uit zijn graf zijn opgestaan om te Aken de inwijding van de nieuwe dom bij te wonen.

## Verering
Monulfus en Gondulfus zijn, naast Sint Servaas, de nevenpatroonheiligen van Maastricht. Na de onofficiële heiligverklaring van 1039 (de 'elevatio') kreeg Gondulfus een eigen feestdag op 16 juli, samen met zijn voorganger Monulfus. De relieken van beide heiligen werden bij die gelegenheid bijgezet in een laat-Romeinse sarcofaag, die zich tegenwoordig in de vieringscrypte van de Sint-Servaas bevindt. Op het graf van de heiligen, in medio ecclesiae, werd in het derde kwart van de elfde eeuw een cenotaaf opgericht, de cenotaaf van Monulfus en Gondulfus, thans in het lapidarium in de oostcrypte van de kerk. Een eeuw later werd een deel van de relieken opnieuw verheven en in een verguld koperen reliektafel geplaatst, die als pendant naast de Noodkist van Sint Servaas op het hoogaltaar van de Sint-Servaaskerk stond. De reliektafel bevond zich tot 1846 in de schatkamer van de Sint-Servaaskerk en sedertdien in de Koninklijke Musea voor Kunst en Geschiedenis te Brussel. In de kerk en schatkamer van Sint-Servaas bevinden zich wel nog diverse andere reliekhouders van de twee heiligen.
In Maastricht bevinden zich diverse beelden van Gondulfus, vaak in gezelschap van Monulfus. Gondulfus wordt meestal baardloos afgebeeld. Charles Vos maakte in 1934 een beeld van de twee heiligen voor een pijler van de Sint Servaasbrug. Bij de Sint-Servaasbasiliek staat sinds 1993 het bronzen beeld Monulfus en Gondulfus van Jef Courtens. In Aken bevindt zich in de Klappergasse een plaquette met een afbeelding van de Maastrichtse bisschoppentweeling.
In diverse plaatsen in Nederland bevinden zich kerken en kapellen gewijd aan Monulfus en Gondulfus:
- Monulfus en Gondulfuskerk in Maastricht-De Heeg
- Sint-Monulphus en Gondulphuskerk in Berg en Terblijt
- Heilige Monulphus en Gondulphuskerk[2] in Knegsel

In België:
- Sint-Monulphus en Gondulphuskerk in Mechelen-aan-de-Maas
- Sint-Monulphus en Gondulphuskerk in Rotem
- Sint-Monulphus en Gondulphuskerk in Achel
- Sint-Monulphus en Gondulphuskerk in Sint-Huibrechts-Lille
- Sint-Monulphus en Gondulphuskerk in Kaulille

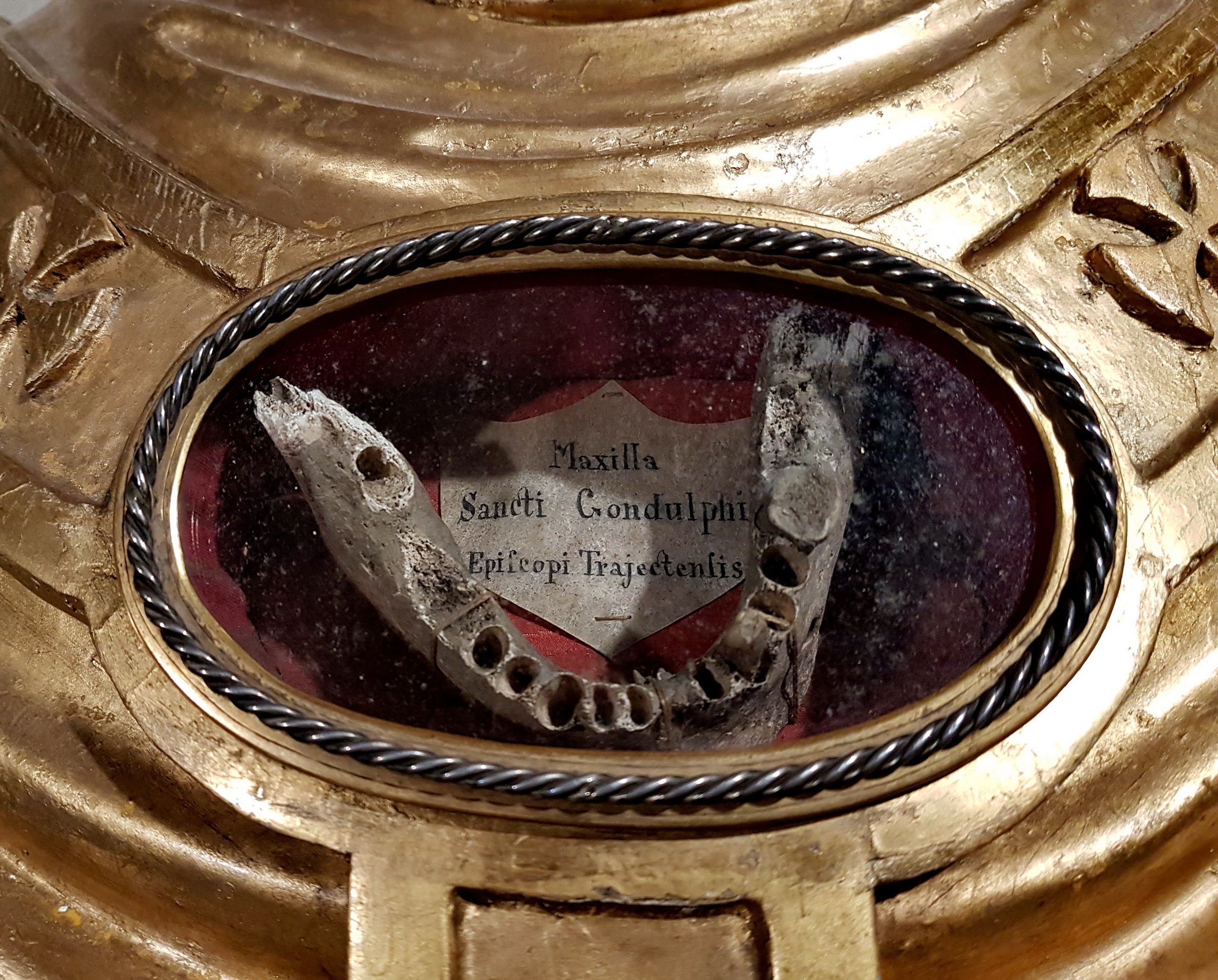
Kaakreliek in de schatkamer van de Sint-Servaasbasiliek, Maastricht
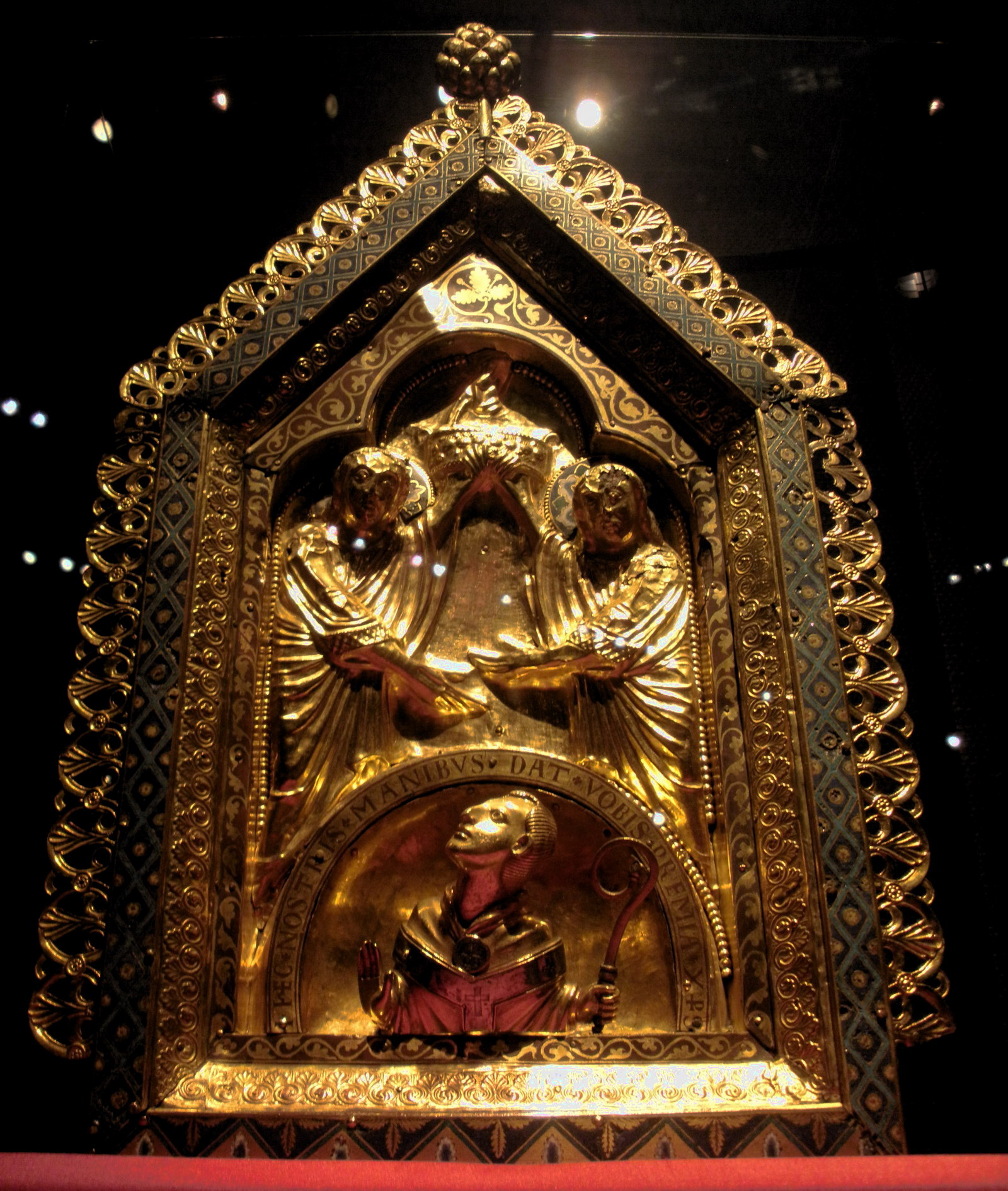
Gondulfus omhoogkijkend uit zijn graf, Noodkist-pendant, Brussel[noot 2]
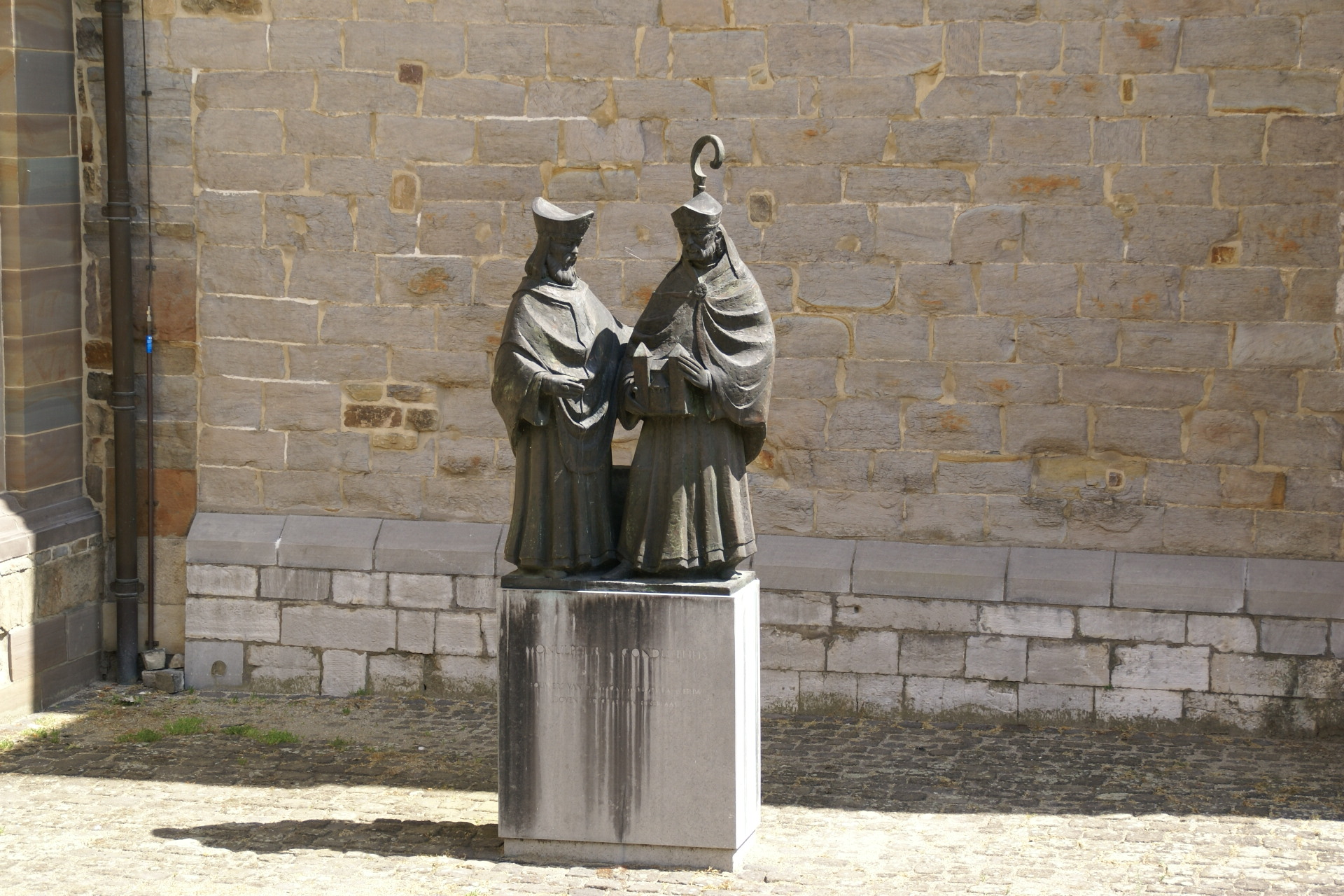
Monulfus en Gondulfus bij de Sint-Servaasbasiliek (Jef Courtens, 1993)
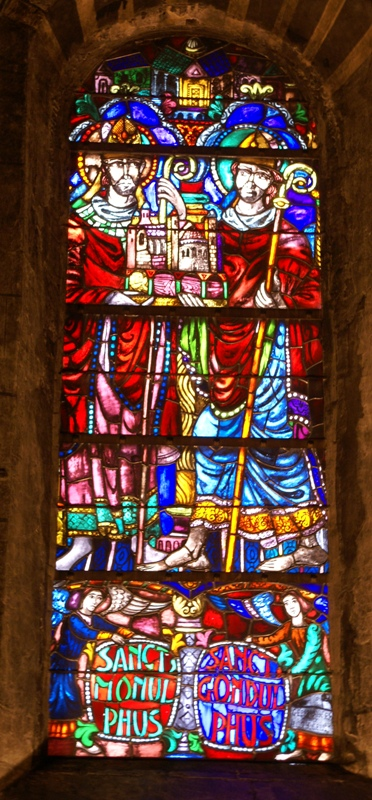
Gebrandschilderd raam O.L.-Vrouwebasiliek, Maastricht (Daan Wildschut, 1952)
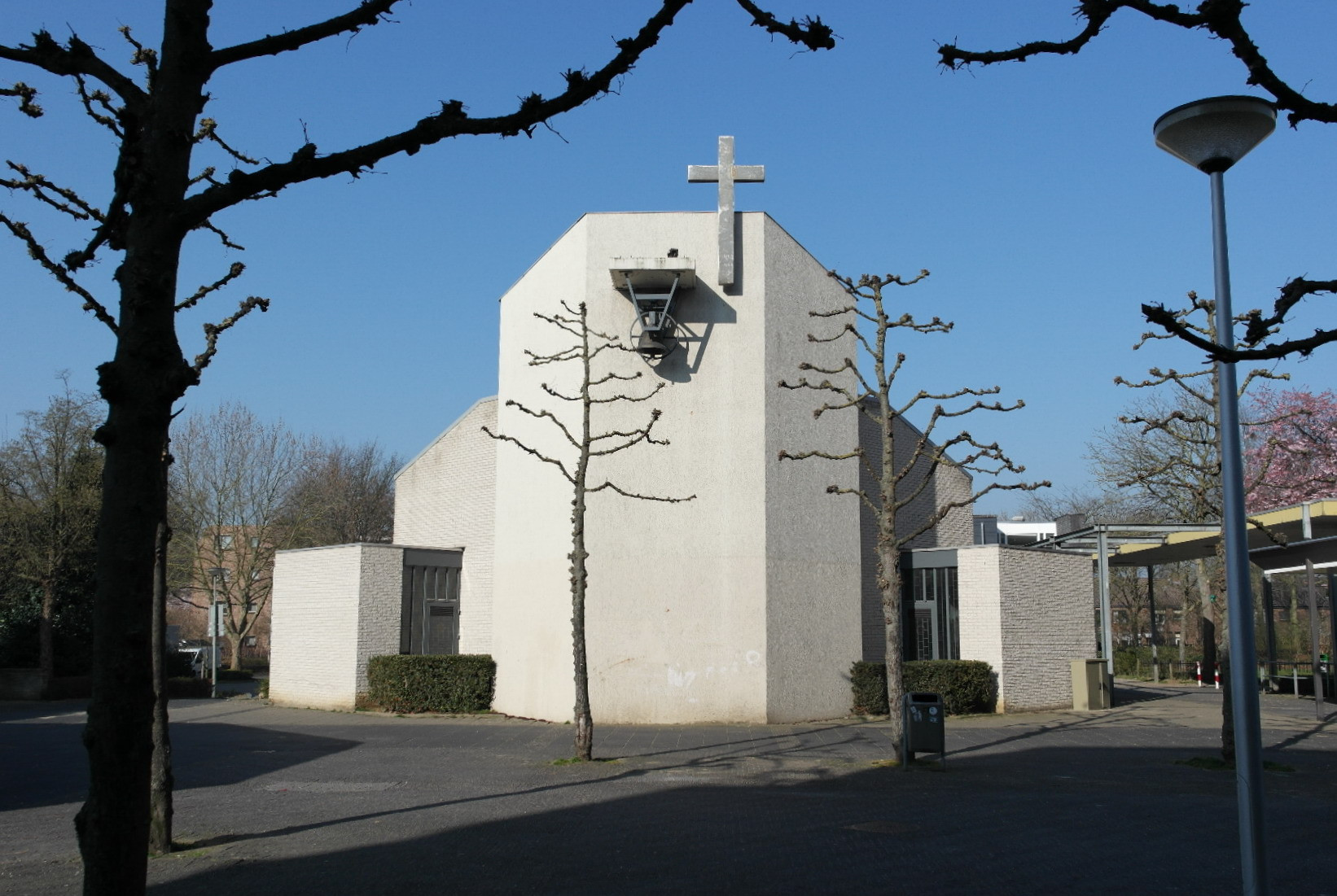
Maastricht-De Heeg
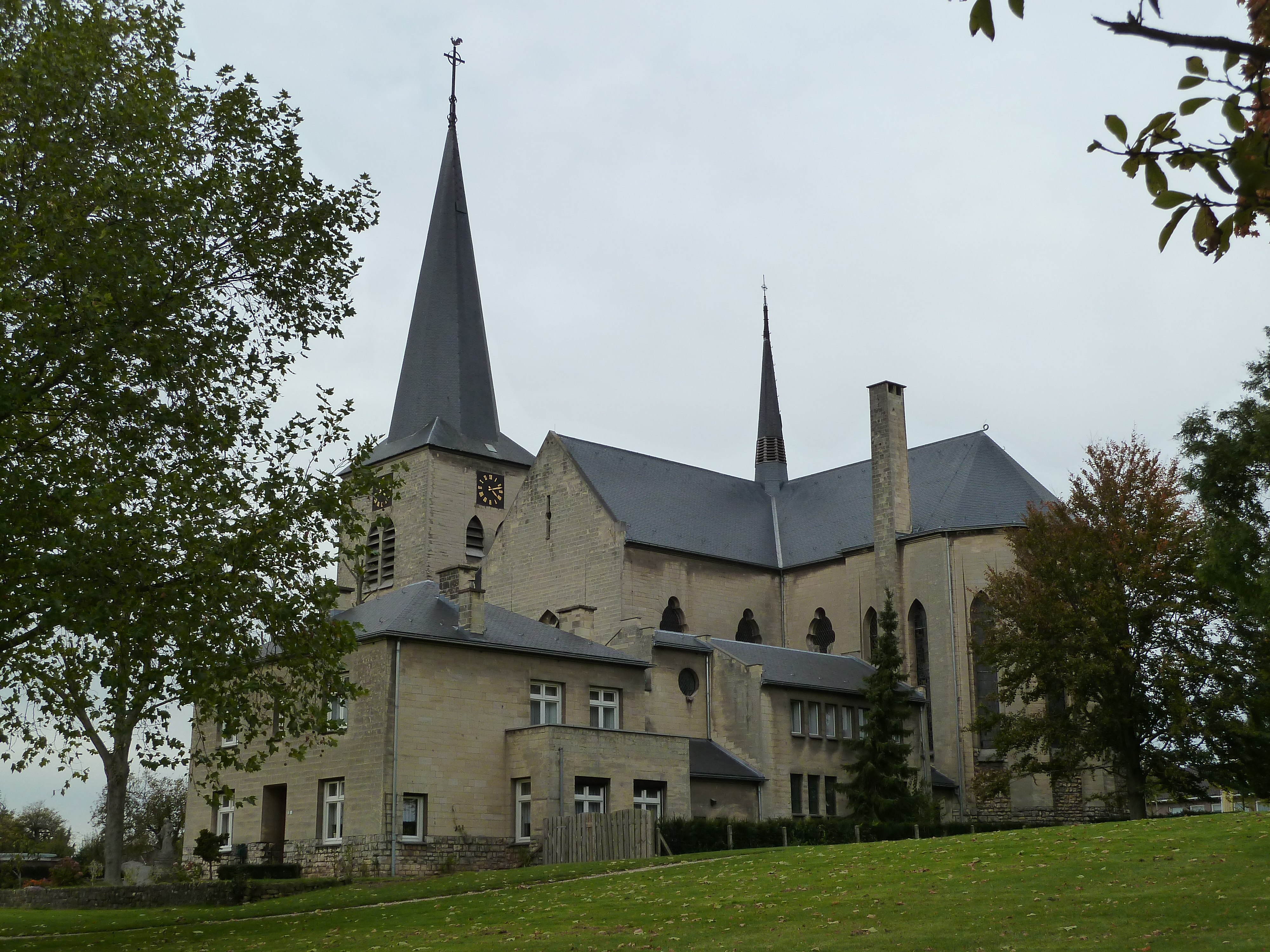
Berg en Terblijt
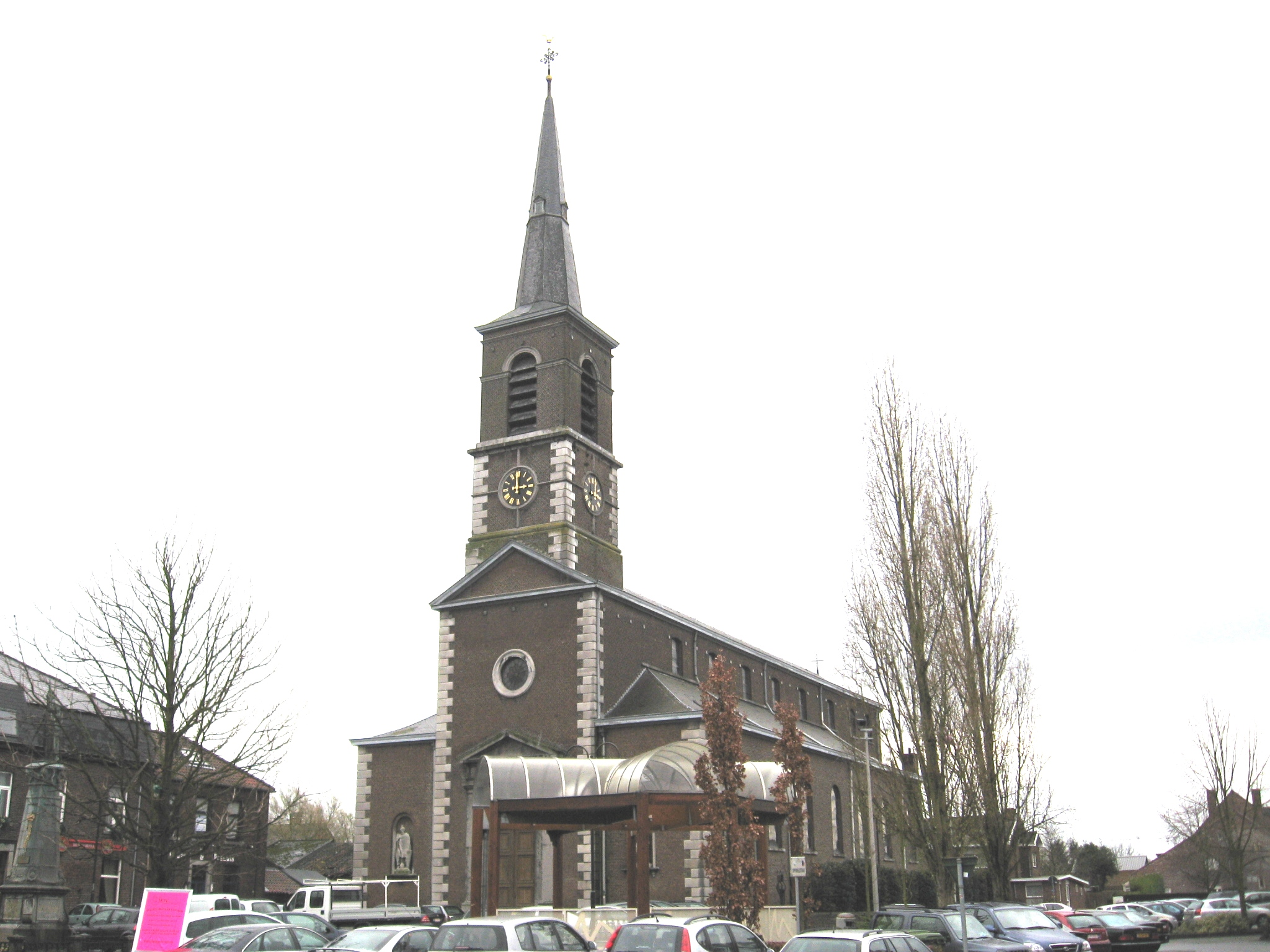
Mechelen-aan-de-Maas
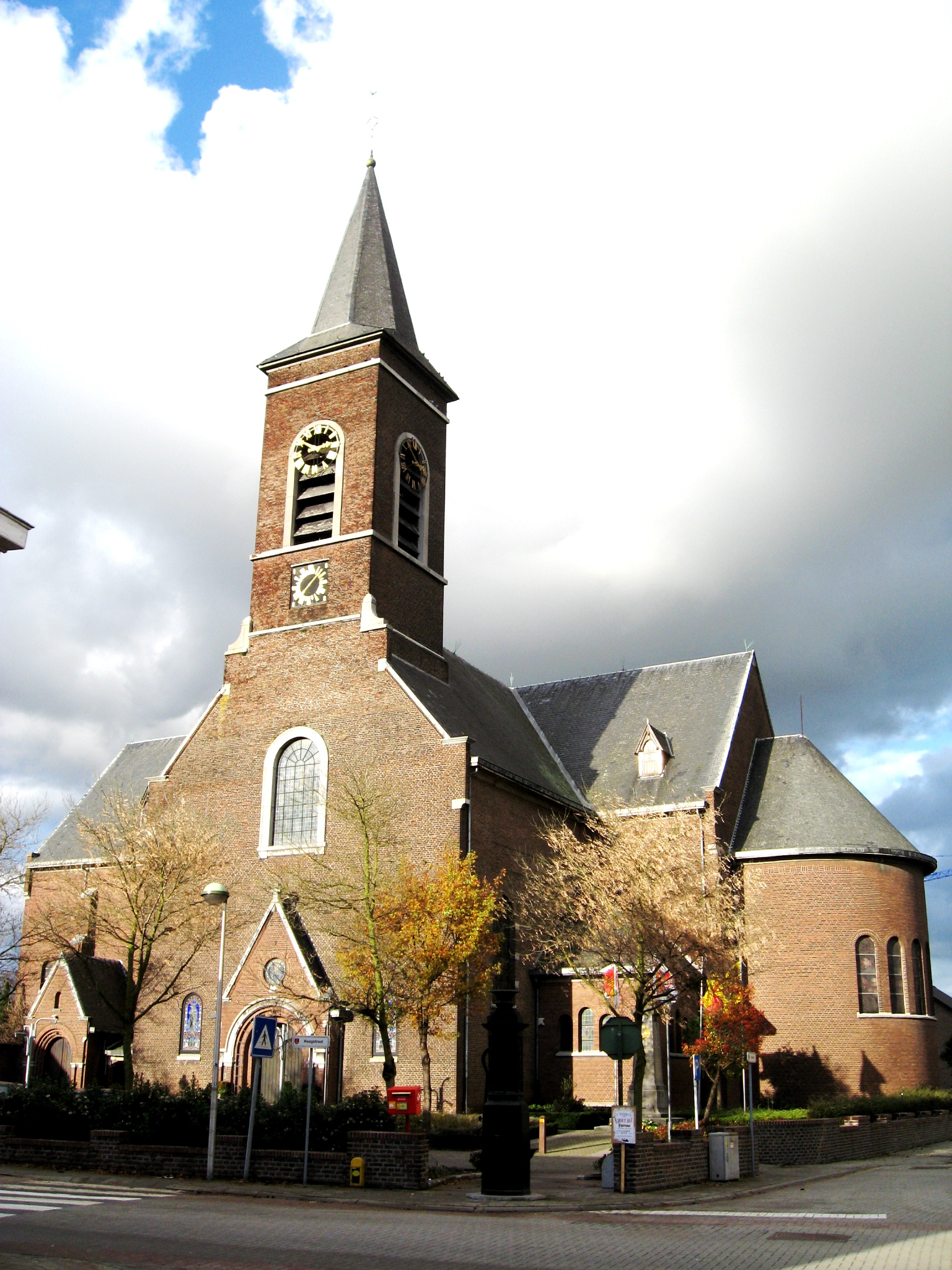
Rotem